# Diplolaena leemaniana
Diplolaena leemaniana är en vinruteväxtart som beskrevs av Paul G. Wilson. Diplolaena leemaniana ingår i släktet Diplolaena och familjen vinruteväxter. Inga underarter finns listade i Catalogue of Life.